# Iselin Solheim
Iselin Løken Solheim, plus connue sous le nom de Iselin, née le 20 juin 1990 à Naustdal en Norvège, est une chanteuse norvégienne.
Elle est connue pour interpréter les chansons Faded et Sing Me To Sleep du DJ britannico-norvégien Alan Walker.

## Discographie
Artiste solo
| Année | Titre             |
| ----- | ----------------- |
| 2012  | What is Happening |
| 2013  | The Wizard of Us  |
| 2013  | Oracle            |
| 2015  | Giants            |
| 2016  | Listen            |

Duos
| Année | Titre                                   | Album         |
| ----- | --------------------------------------- | ------------- |
| 2013  | Usynlig (Cir.Cuz, feat. Iselin Solheim) | Vi Er Cir.Cuz |

Autres chansons
| Année | Titre       |
| ----- | ----------- |
| 2010  | Colored Sky |

Crédits
| Année | Titre             | Artiste     | Role  |
| ----- | ----------------- | ----------- | ----- |
| 2015  | Faded             | Alan Walker | Chant |
| 2016  | Sing Me To Sleep  | Alan Walker | Chant |
| 2018  | Just for a moment | Gryffin     | Chant |